# سنگ‌نگاره نازیل ۱
سنگ نگاره نازیل ۱ مربوط به سده‌های میانه دوران‌های تاریخی پس از اسلام است و در شهرستان خاش، بخش نوک آباد، دهستان نازیل، ۵ کیلومتری شرق روستای نازیل واقع شده و این اثر در تاریخ ۲۸ شهریور ۱۳۸۶ با شمارهٔ ثبت ۱۹۶۵۸ به‌عنوان یکی از آثار ملی ایران به ثبت رسیده است.